# Pavel Martínek
Pavel Martínek (Louny, Districte de Louny, 27 d'octubre de 1962) va ser un ciclista amateur txecoslovac, d'origen txec, que s'especialitzà en la pista, concretament en el tàndem. Va guanyar quatre medalles, tres d'elles d'or, als Campionats del Món de l'especialitat, sempre fent parella amb Ivan Kučírek.

## Palmarès
- 1980
  -  Campió del món en Tàndem (amb Ivan Kučírek)
- 1981
  -  Campió del món en Tàndem (amb Ivan Kučírek)
- 1982
  -  Campió del món en Tàndem (amb Ivan Kučírek)